# Sabja
Sabja (arab. صبيا) – miasto w Arabii Saudyjskiej, w prowincji Dżazan. Według spisu ludności z 2010 roku liczyło 63 143 mieszkańców. Ośrodek przemysłowy.